# 國姓庄
國姓庄，為1920年~1945年間存在之行政區，轄屬台中州能高郡。今南投縣國姓鄉。

## 街原名
原屬
- 北港溪堡之內國姓庄、龜仔頭庄、柑仔林庄、墘溪灣庄、水長流庄、北港溪庄
- 埔里社堡之北山坑庄
  - 內國姓改稱國姓[1]
  - 墘溪灣改稱墘溝

## 行政區劃
國姓庄轄域內分為國姓、龜子頭、柑子林、墘溝、水長流、北港溪、北山坑七個大字。